# تبرسق
تبرسق (به عربی: تبرسق) یک منطقهٔ مسکونی در تونس است که در استان باجه واقع شده‌است.